# Rajd Grecji 1970
Rajd Grecji 1970 (18. Acropolis Rally) – rajd samochodowy rozgrywany w Grecji od 27 maja do 2 czerwca 1970 roku. Była to szósta runda Międzynarodowych Mistrzostw Producentów w roku 1970. Rajd został rozegrany na nawierzchni szutrowej.

## Wyniki końcowe rajdu[1]
| Msc. | Kierowca            | Pilot               | Samochód                 | Czas      | Strata     |
| ---- | ------------------- | ------------------- | ------------------------ | --------- | ---------- |
| 1.   | Jean-Luc Thérier    | Marcel Callewaert   | Alpine-Renault A110 1600 | 1:48.1    | –          |
| 2.   | Jean Vinatier       | David Stone         | Alpine-Renault A110 1600 | 6:25.4    | +4:37.3    |
| 3.   | Ove Andersson       | Jim Porter          | Ford Escort Twin Cam     | 6:27.4    | +4:39.3    |
| 4.   | Jean-François Piot  | Jean Todt           | Ford Escort Twin Cam     | 15:43.6   | +13:55.5   |
| 5.   | Håkan Lindberg      | Bo Reinicke         | Fiat 125 S               | 19:52.9   | +18:04.8   |
| 6.   | Jean-Pierre Nicolas | Michèle Veron       | Alpine-Renault A110 1300 | 23:26.3   | +21:38.2   |
| 7.   | Tasos Livieratos    | Miltos Andriopoulos | Opel Kadett Rallye       | 46:05.3   | +44:17.2   |
| 8.   | Ioannis Psichas     | Evangelos Nomikos   | Toyota Corona GSS        | 1:04:58.4 | +1:03:10.3 |
| 9.   | Ali Sipahi          | Erdoğan Zorlu       | BMW 2002                 | 2:04:36.0 | +2:02:47.9 |
| 10.  | Daffy               | Minas Vourdoubakis  | Humber Sceptre           | 2:13:47.3 | +2:11:59.2 |